# Gagrellenna bipunctata
Genre
Espèce
Gagrellenna bipunctata, unique représentant du genre Gagrellenna, est une espèce d'opilions eupnois de la famille des Sclerosomatidae.

## Distribution
Cette espèce est endémique d'Inde. Elle se rencontre au Tamil Nadu et au Kerala.

## Description
Le mâle syntype mesure 3,5 mm et la femelle syntype 4 mm.

## Publication originale
- Roewer, 1929 : « On a collection of Indian Palpatores (Phalangiidae) with a revision of the continental genera and species of the sub-family Gagrellinae Thorell. » Records of the Indian Museum, vol. 31, no 2, p. 107–159 (texte intégral).